# Longtimbi
Longtimbi (ou Timbi) est un village du Cameroun situé dans la région de l’Est, le département du Haut-Nyong et l'arrondissement (commune) de Dimako.

## Population
En 1965-1966, on y a dénombré 585 habitants, principalement des Akpwakoum. À cette date le village disposait d'une école catholique à cycle incomplet.
Lors du recensement de 2005, la localité comptait 575 habitants.

## Personnalités liées au village
- Victor Patrick Berry Doko, employé de banque à la Société générale Cameroun[réf. souhaitée].